# Garcinia klabang
Garcinia klabang är en tvåhjärtbladig växtart som beskrevs av Friedrich Anton Wilhelm Miquel. Garcinia klabang ingår i släktet Garcinia och familjen Clusiaceae. Inga underarter finns listade i Catalogue of Life.